# CPanel
cPanel est un panneau de configuration fondé sur Linux conçu pour les hébergeurs web. Constitué d'une interface graphique permettant l'automatisation des paramètres, l'hébergement de site web est ainsi simplifié. cPanel est doté de trois principales fonctions qui permettent d’accéder à différents niveaux d'utilisation tels que l'administration et la revente d'un hébergement, ou la simple configuration de site web. Ainsi, tous ces aspects sont contrôlés à partir d'un simple navigateur web.

## WHM (WebHost Manager)
Le WHM est le panneau d'administration du serveur qui permet la configuration des services comme MySQL, Apache, PHP, FTP, mail.

## Enkompass
Une version de cPanel pour Microsoft Windows appelée Enkompass était distribuée gratuitement. Celle-ci a été abandonnée pour la version Linux.

## Partenaires
Des hébergeurs utilisent l'outil cPanel.